# Polyporaceae
Polyporaceae (Elias Magnus Fries, 1838 ex August Carl Joseph Corda (1839), este o familie de ciuperci preponderent saprofite, dar și parazite, din încrengătura Basidiomycota, clasa Agaricomycetes și ordinul Polyporales. Conform Catalogue of Life (24 iulie 2019) familia constă din 1621 de specii alocate la 114 genuri. Comitetul de nomenclatură Mycobank descrie chiar 188 de genuri, incluzând familia Ganodermataceae, propagată de A. Justo și colaboratori în 2017. Tip de gen este Polyporus.
Numele generic este derivat din cuvintele grecești (greacă πολύς=mult) și (greacă πόρος=por).

## Istoric
În cartea sa Epicrisis systematis mycologici, seu synopsis hymenomycetum, renumitul savant suedez Elias Magnus Fries a introdus familia sub denumirea "Polyporei" în 1838.
Micologul austriac August Carl Joseph Corda (1809-1849) a publicat numele în mod valabil în anul următor, păstrând conceptul lui Fries, de verificat în volumul 3 al operei sale Icones fungorum hucusque cognitorum.
Toate celelalte încercări de redenumire nu sunt folosite și pot fi neglijate.

## Descriere
- Corpul fructifer: variază în consistență de la moale (de ex. Polyporus umbellatus), peste moale în tinerețe (de ex. Polyporus squamosus și scorțos până la foarte dur (de ex. Fomes fomentarius. Specii mai moi pot fi parțial destul de apoase. Startul fructifer pe partea inferioară a pălăriei constă preponderent din tuburi cu himeniul (stratul fertil) în pori verticali. Dar unele genuri au lamele (de exemplu Panus) sau structuri asemănătoare cu lamele, cum sunt speciile Daedaleopsis, ale căror pori alungiți formează un labirint cu consistență de plută.
- Sporii: de mărime medie sunt elipsoidali, netezi și hialini (translucizi). Majoritatea acestor ciuperci au pulbere de spori albă, dar membrii din genul Abundisporus au spori colorați și produc o pulbere gălbuie. Cistidele lipsesc.
- Piciorul: nu este mereu prezent. Cele mai multe soiuri sunt alipite de coaja arborilor, altele sunt conectate printr-un apendicul și numai puține prezintă un picior definit (de ex. Polyporus badius care nu rar creste în formă de consolă.
- Carnea: este foarte variabilă în consistență. Mirosul la specii mai moi este adesea foarte plăcut de ciuperci, iar gustul la cele comestibile și tinere destul de savuros.[9][10]

Medicina tradițională chineză folosește câteva specii drept ciuperci medicinale, cum sunt Trametes versicolor, Polyporus umbellatus sau Fomes fomentarius, deoarece conțin un anumit tip de antibiotic ori au proprietăți anticancerigene.

## Sistematică
În această listă sunt incluse doar genuri determinate de Catalogue of Life. În urmare o selecție:
| - Abundisporus Ryvarden (1999), 7 specii - Amyloporia Singer (1944), 5 specii - Amyloporiella A.David & Tortič (1984), 1 specie - Atroporus Ryvarden (1973), 3 specii - Aurantiporus Murrill (1905), 5 specii - Australoporus P.K.Buchanan & Ryvarden (1988), 1 specie - Austrolentinus Ryvarden (1991), 1 specie - Cellulariella Zmitr. & Malysheva (2014), 2 specii - Cerrena Gray (1821), 7 specii - Cerarioporia F.Wu, L.W.Zhou & Jing Si, 1 specie - Colospora Miettinen & Spirin (2015), 1 specie - Coriolopsis Murrill (1905), 21 specii - Cryptomphalina R.Heim (1966), 1 specie - Cryptoporus (Peck) Shear (1902), 2 specii - Cystidiophorus Bondartsev & Ljub. (1963), 1 specie - Daedaleopsis J.Schröt. (1888), 9 specii - Datronia Donk (1966), 8 specii - Datroniella B.K.Cui, Hai J.Li & Y.C.Dai (2014), 5 specii - Dentocorticium (Parmasto) M.J.Larsen & Gilb. (1974), 7 specii - Dextrinoporus H.S.Yuan (2018), 1 specie - Dichomitus D.A.Reid (1965), 24 specii - Diplomitoporus Domański (1970), 20 specii - Earliella Murrill (1905), 1 specie - Echinochaete D.A.Reid (1963), 5 specii - Epithele (Pat.) Pat. (1900), 24 specii - Epithelopsis Jülich (1976), 2 specii - Erastia Niemelä & Kinnunen (2005), 1 specie | - Faerberia Pouzar (1981), 1 specie - Favolus Fr. (1828), 25 specii - Flammeopellis Y.C.Dai, B.K.Cui & C.L.Zhao (2014), 1 specie - Fomes (Fr.) Fr. (1849), 59 specii - Funalia Pat. (1900), 7 specii - Fuscocerrena Ryvarden (1982), 1 specie - Globifomes Murrill (1904), 1 specie - Grammothele Berk. & M.A.Curtis (1868), 19 specii - Grammothelopsis Jülich (1982), 7 specii - Hapalopilus P.Karst. (1881), 15 specii - Haploporus Bondartsev & Singer (1944), 6 specii - Hexagonia Fr. (1836), 41 specii - Hymenogramme Mont. & Berk. (1844), 1 specie - Laccocephalum McAlpine & Tepper (1895), 5 specii - Laetiporus Bull. & Murrill (1920), 17 specii - Leifiporia Y.C.Dai, F.Wu & C.L.Zhao (2016), 2 specii - Leiotrametes Wați & Courtec. (2012), 2 specii - Lentinus Fr. (1825), 120 specii - Lenzites Fr. (1836), 25 species - Leptoporus Quél. (1886), 12 specii - Lignosus (Lloyd) Torrend (1920), 8 specii - Lithopolyporales R.K.Kar, N.Sharma, A.Agarwal & R.Kar (2003), 1 specie - Lloydella Bres. (1901), 3 specii - Lopharia Kalchbr. & MacOwan (1881), 15 specii - Loweporus J.E.Wright (1976), 8 specii - Macrohyporia I.Johans. & Ryvarden (1979); 3 specii - Megasporia B.K.Cui, Y.C.Dai & Hai J.Li (2013), 7 specii | - Megasporoporia Ryvarden & J.E.Wright (1982), 4 specii - Megasporoporiella B.K.Cui, Y.C.Dai & Hai J.Li (2013), 5 specii - Melanoderma B.K.Cui & Y.C.Dai (2011), 2 specii - Melanoporella Murrill (1907), 1 specie - Microporellus Murrill (1905), 23 specii - Microporus P.Beauv. (1805), 12 specii - Mollicarpus Ginns (1984), 1 specie - Mycobonia Pat. (1894), 1 specie - Myriothele Nakasone (2013), 1 specie - Navisporus Ryvarden (1980), 6 specii - Neodatronia B.K.Cui, Hai J.Li & Y.C.Dai (2014), 2 specii - Neodictyopus Palacio, Robledo și alții (2017), 3 specii - Neofavolus Sotome & T.Hatt. (2013), 4 specii - Neofomitella Y.C.Dai, Hai J.Li & Vlasák (2015), 3 specii - Neolentinus Redhead & Ginns (1985), 17 specii - Nigrofomes Murrill (1904), 2 specii - Pachykytospora Kotl. & Pouzar (1963), 3 specii - Panus Fr. (1838), 40 specii - Perenniporia Murrill (1942), 100 specii - Perenniporiella Decock & Ryvarden (2003), 5 specii - Perenniporiopsis C.L.Zhao (2017), 1 specie - Phaeotrametes (Lloyd) J.E.Wright (1966), 1 specie - Piloporia Niemelä (1982), 2 specii - Podofomes Pouzar (1966), 3 specii - Polyporus (P.Micheli) Adans. (1763) , 279 specii - Porogramme (Pat.) Pat. (1900), 7 specii - Poronidulus Murrill (1904), 2 specii | - Pseudofavolus Pat. (1900), 6 specii - Pseudopiptoporus Ryvarden (1980), 2 specii - Pseudomegasporoporia Ji (2017), 1 specie - Pycnoporus P.Karst. (1881), 4 specii - Pyrofomes Kotl. & Pouzar (1964), 7 specii - Roseofavolus T.Hatt. (2003), 1 specie - Royoporus A.B.De (1996), 2 specii - Rubroporus Log.-Leite, Ryvarden & Groposo (2002), 2 specii - Ryvardenia Rajchenb. (1994), 2 specii - Sarcoporia P.Karst. (1894), 3 specii - Skeletocutis Kotl. & Pouzar (1958), 43 specii - Sparsitubus L.W.Hsu & J.D.Zhao (1980), 1 specii - Spongipellis Pat. (1887), 9 specii - Stiptophyllum Ryvarden (1973), 1 specie - Thermophymatospora Udagawa, Awao & Abdullah (1986), 1 specie - Tinctoporellus Ryvarden (1979), 4 specii - Trametes Fr. (1836), 195 specii - Trametopsis Tomšovský (2008), 1 specie - Tyromyces P.Karst. (1881), 119 specii - Truncospora Pilát (1953), 10 specii - Vanderbylia D.A.Reid (1973), 7 specii - Wolfiporia Ryvarden & Gilb. (1984), 6 specii - Xerotus Fr. (1828), 16 specii - Yuchengia B.K.Cui & Steffen (2013), 1 specie |

## Familia în imagini

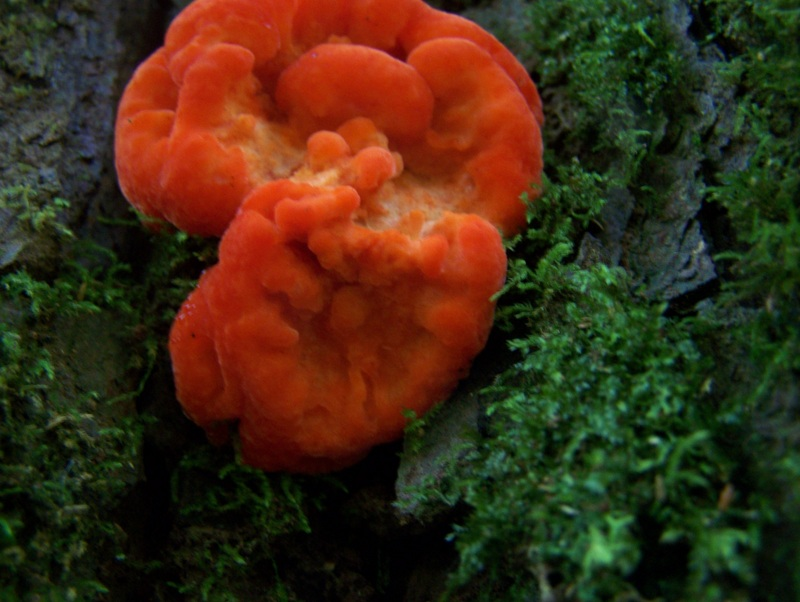
Aurantiporus pulcherrimus
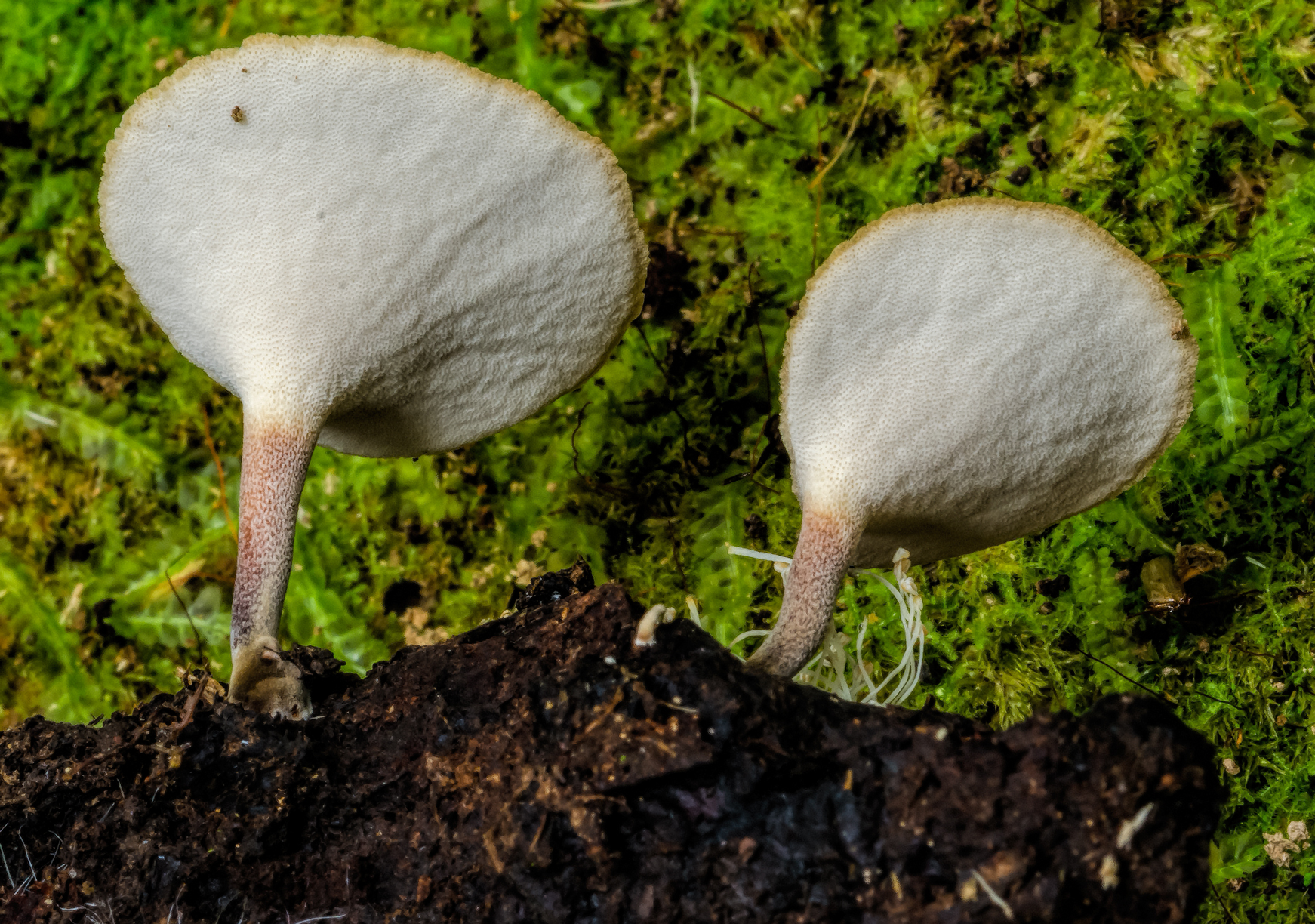
Cerioporus leptocephalus
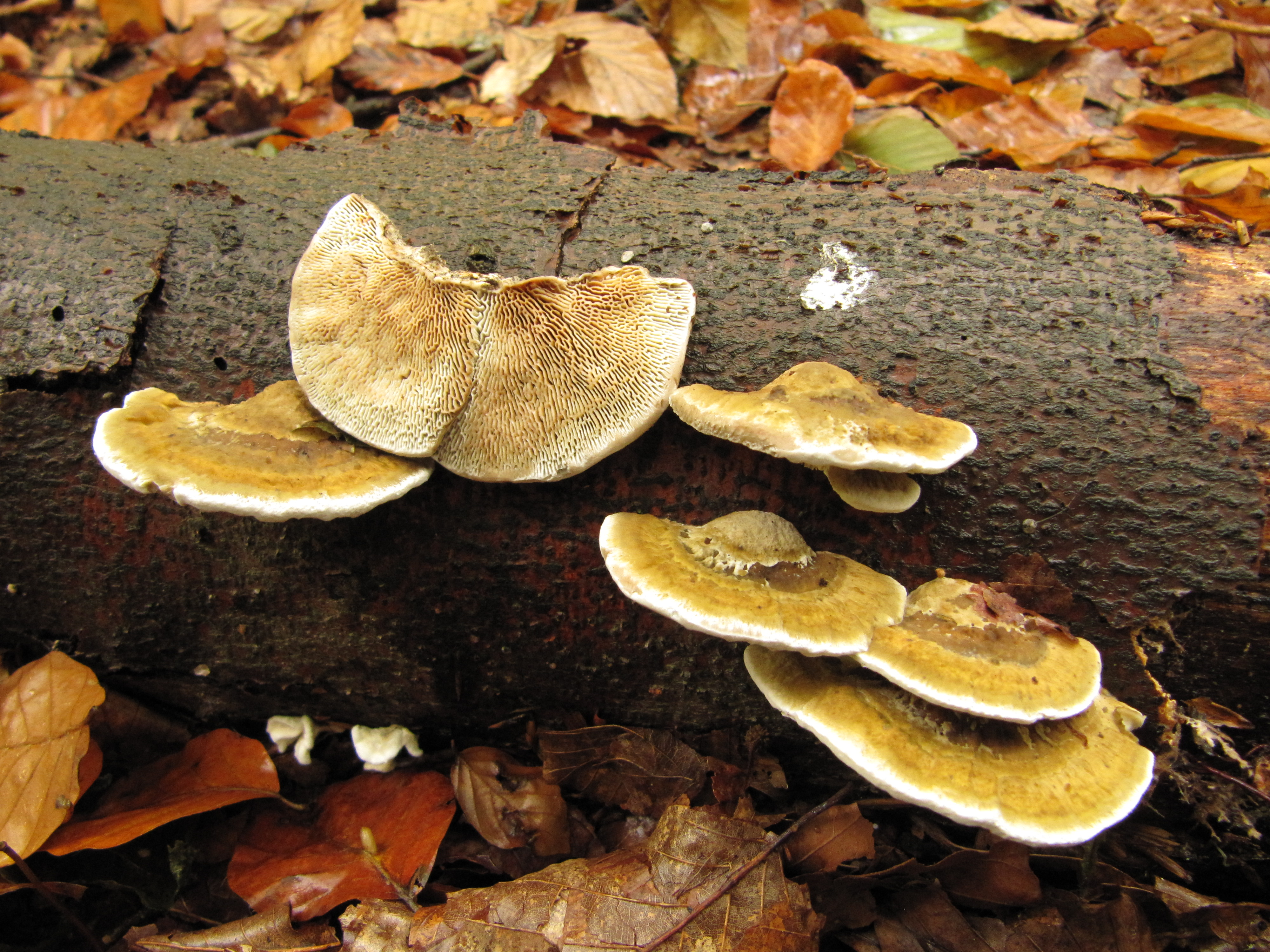
Daedaleopsis confragosa
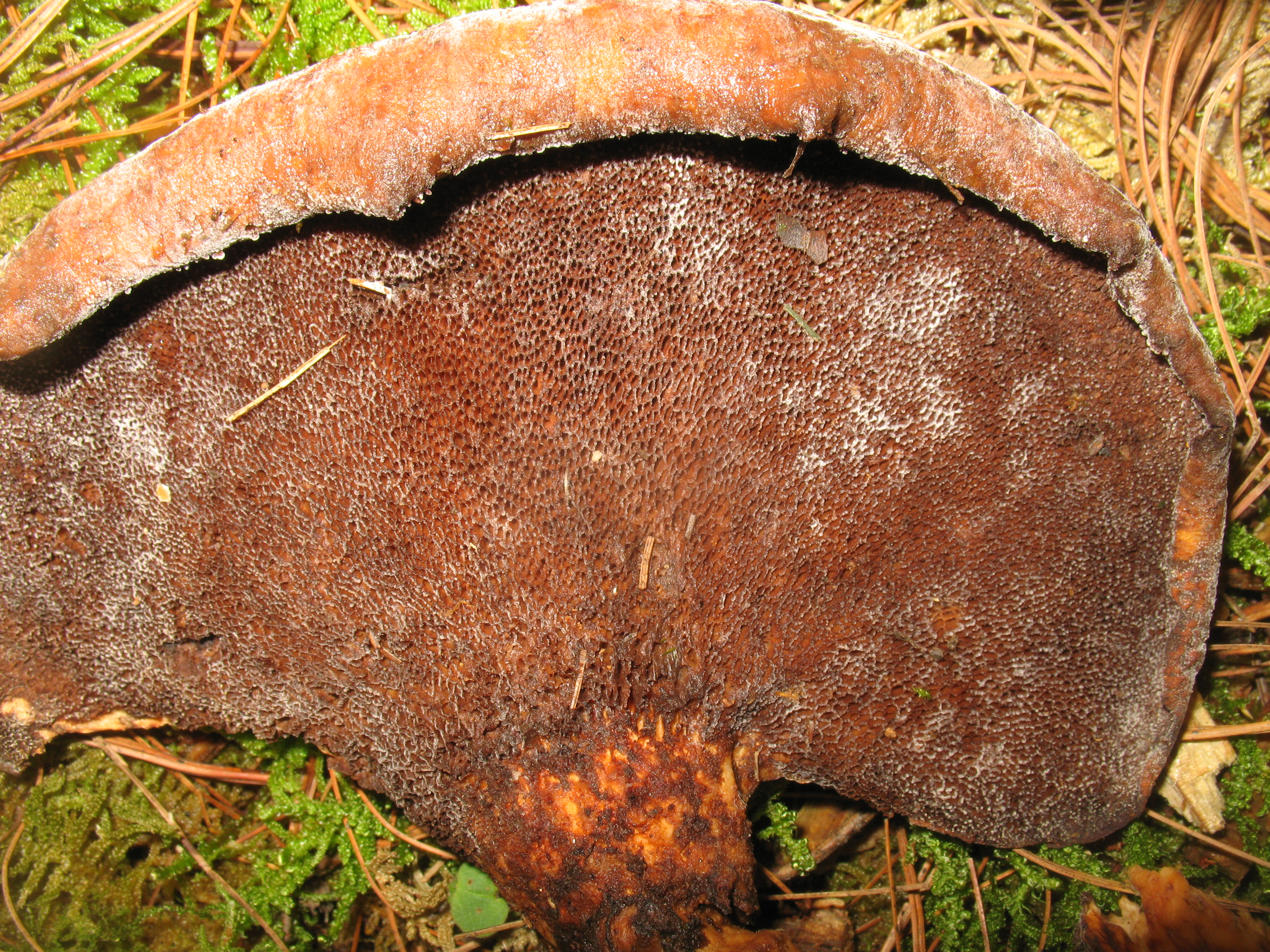
Echinochaete brachypora
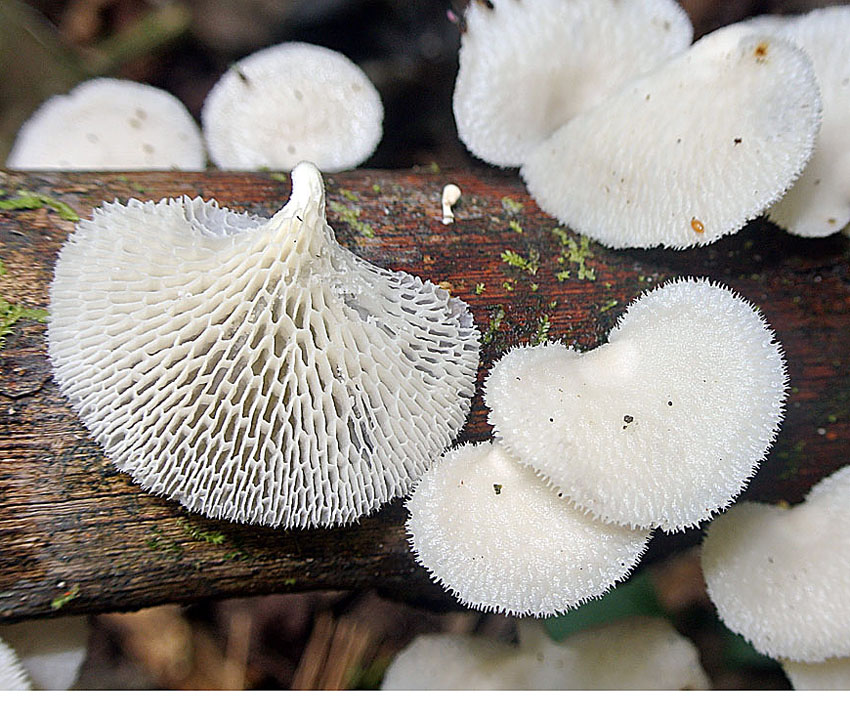
Favolus tenuiculus
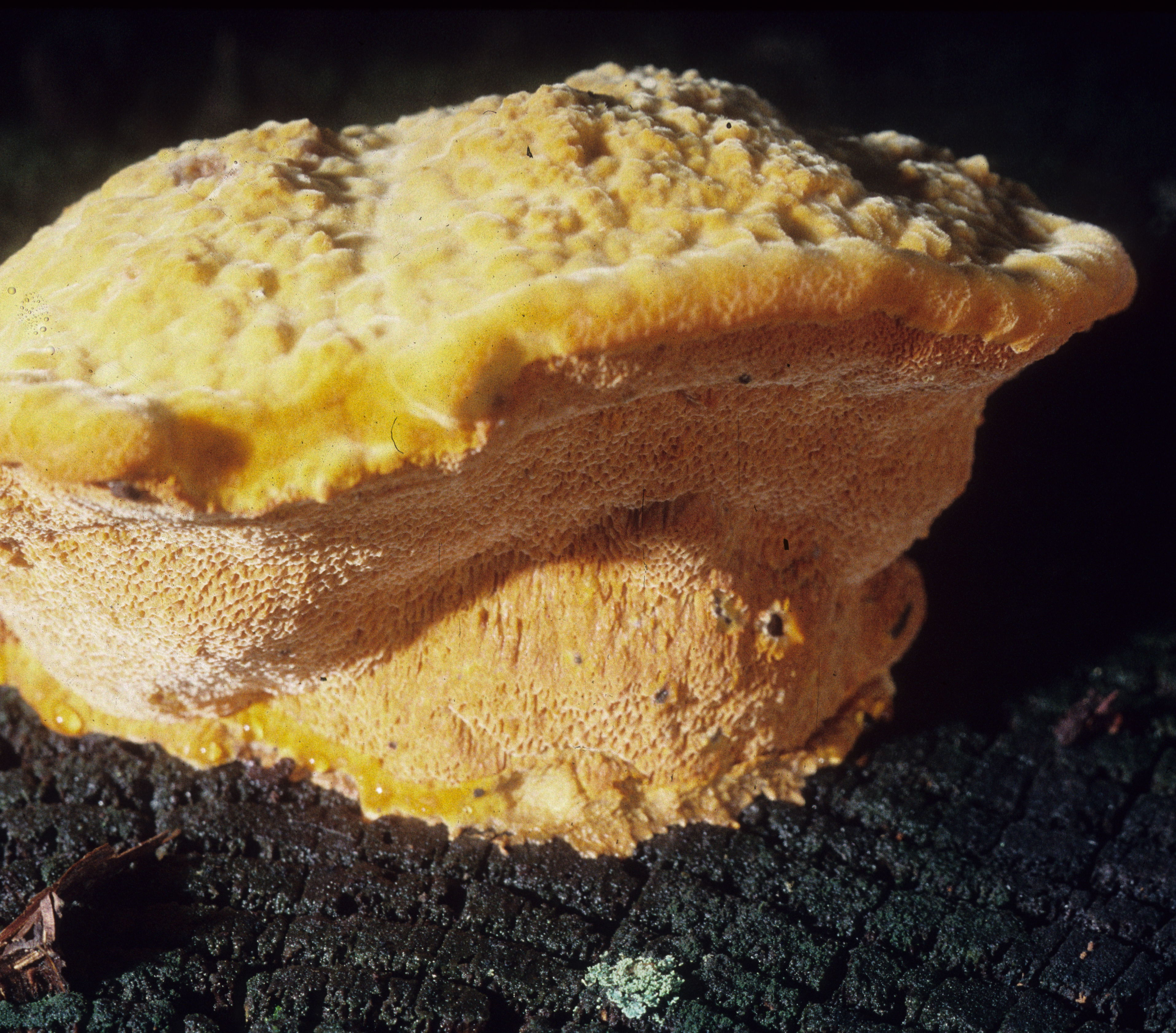
Hapalopilus croceus
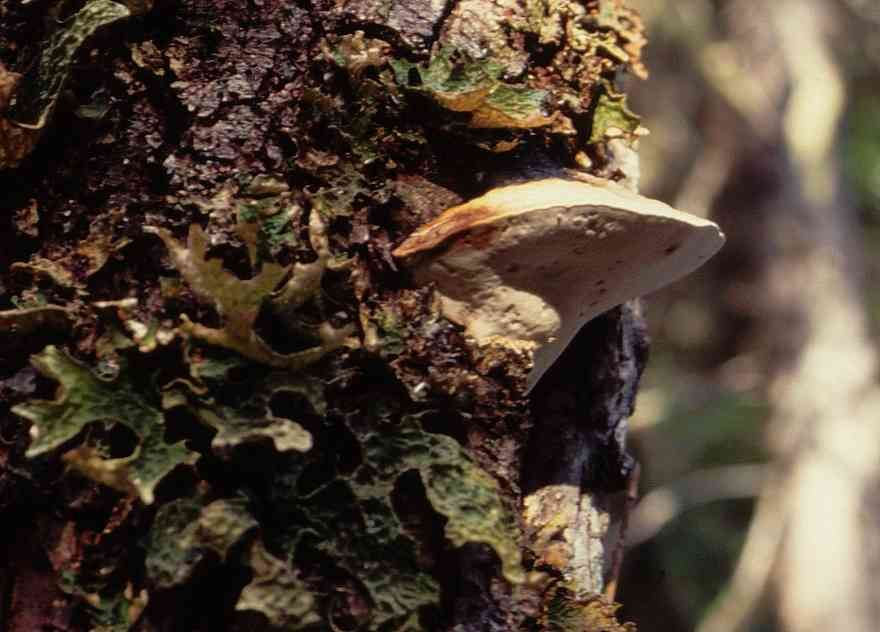
Haploporus odorus
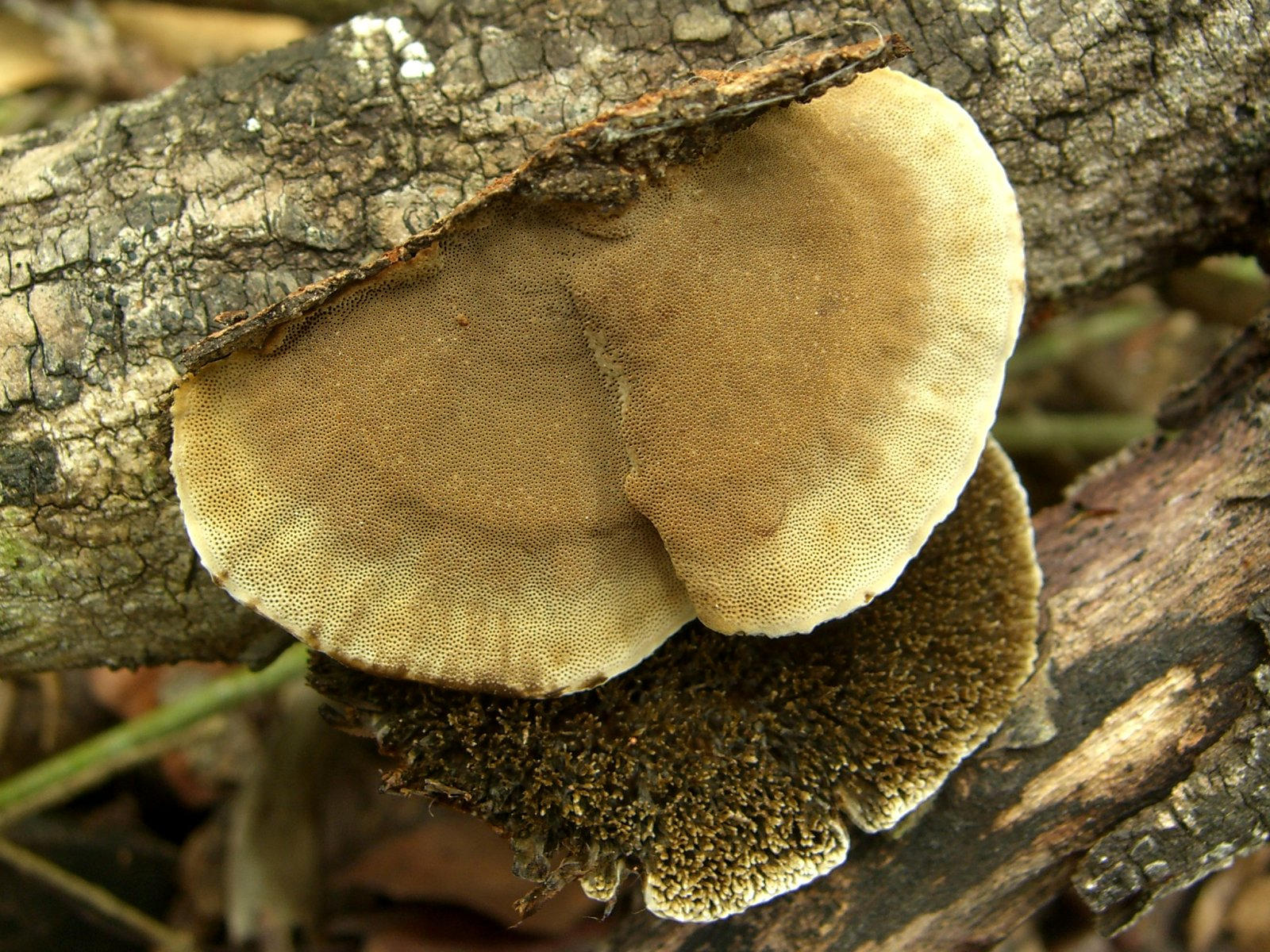
Hexagonia hydnoides
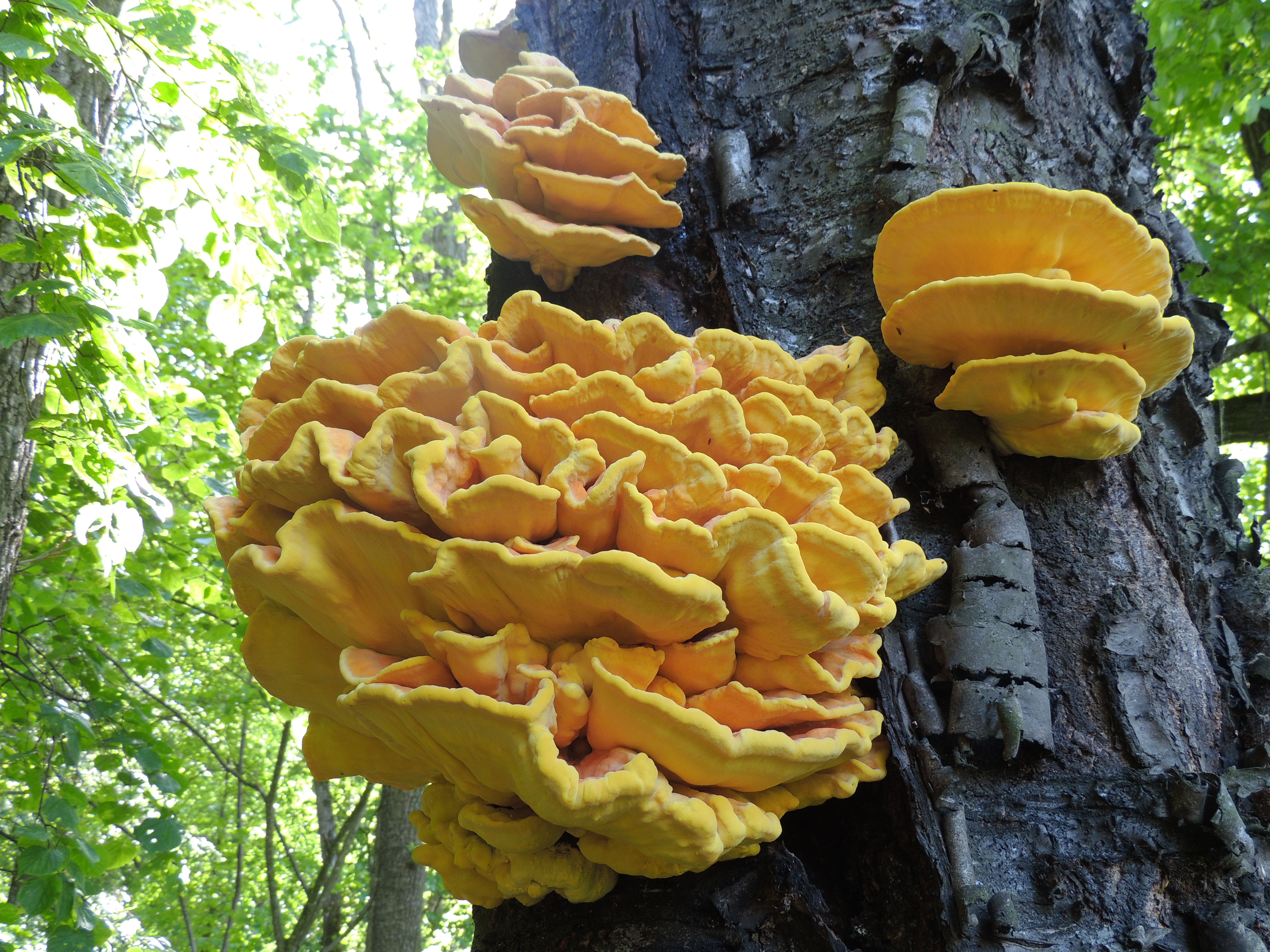
Laetiporus sulphureus
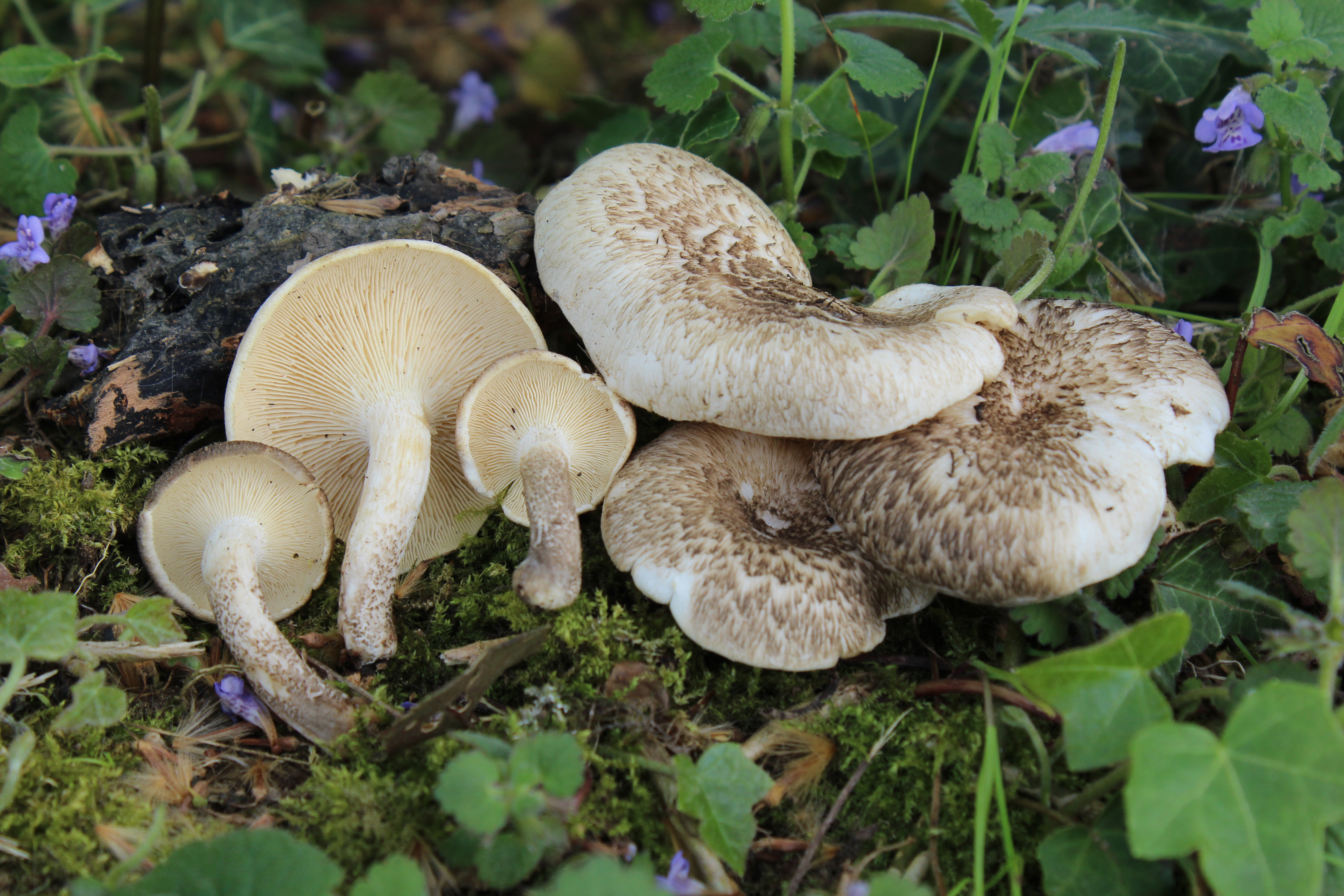
Lentinus tigrinus

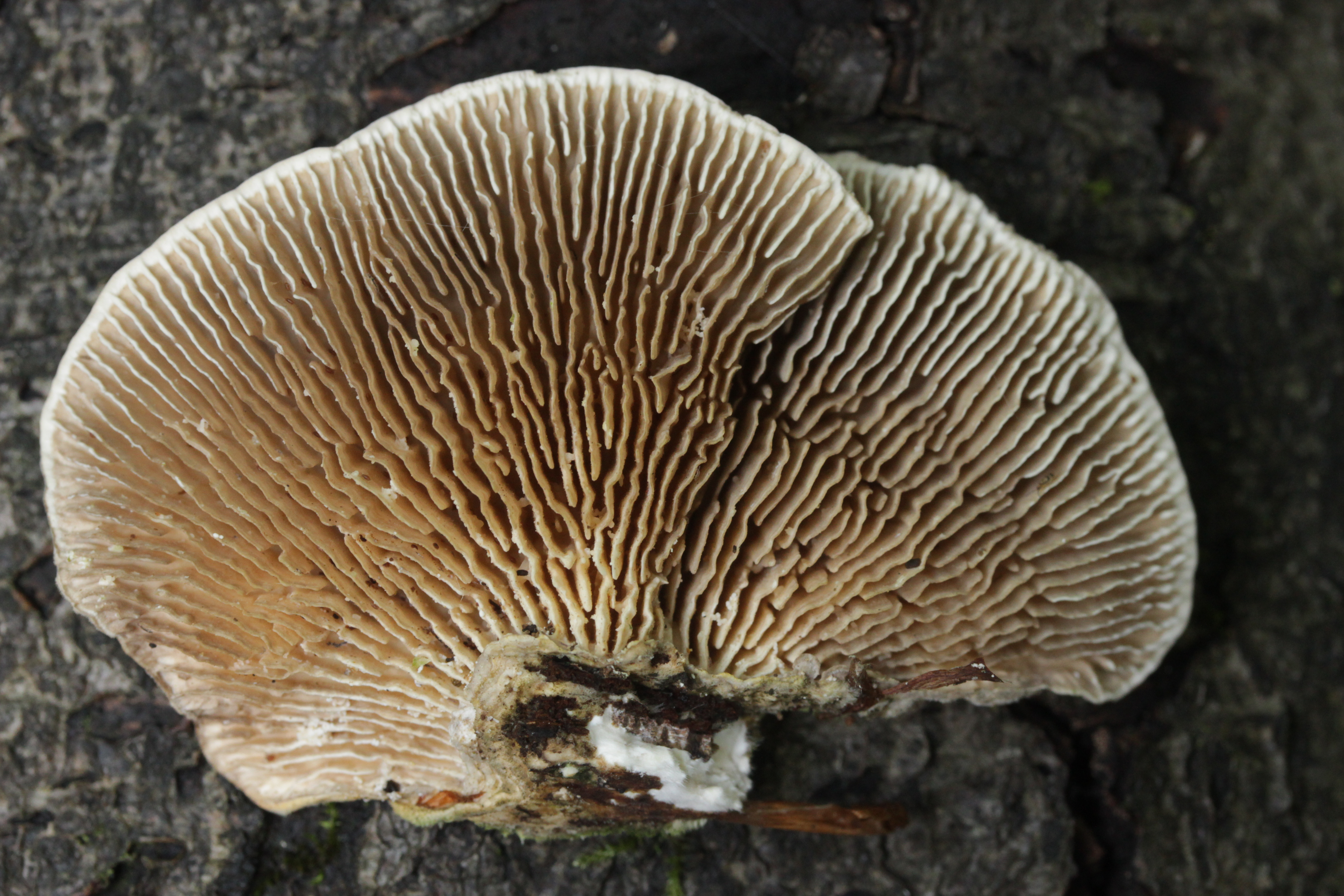
Lenzites betulina
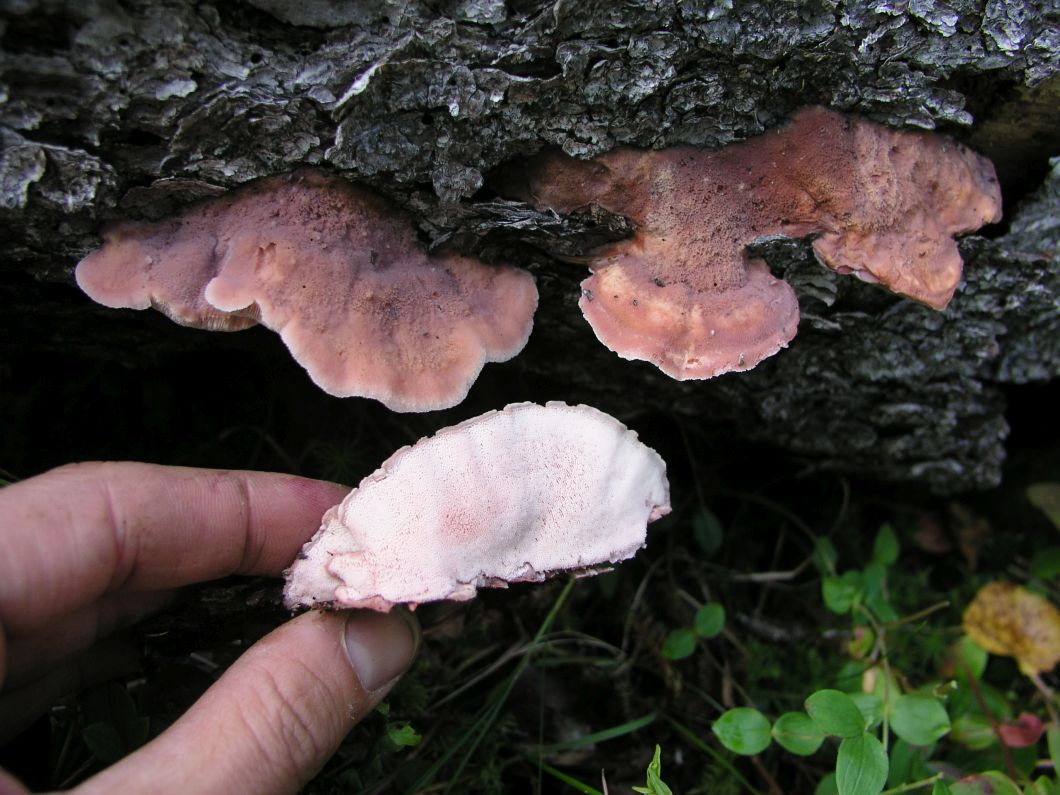
Leptoporus mollis
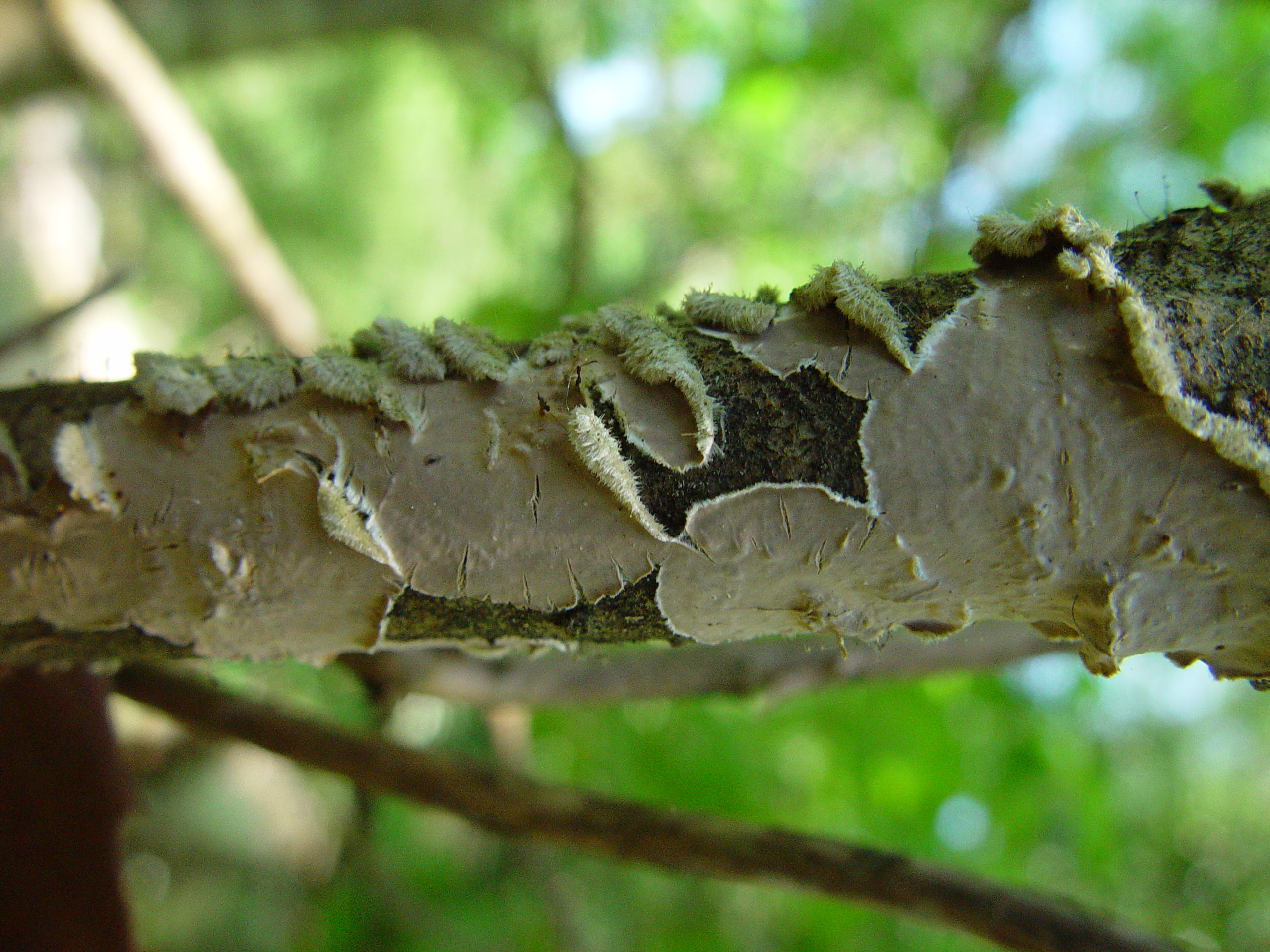
Lopharia spadicea
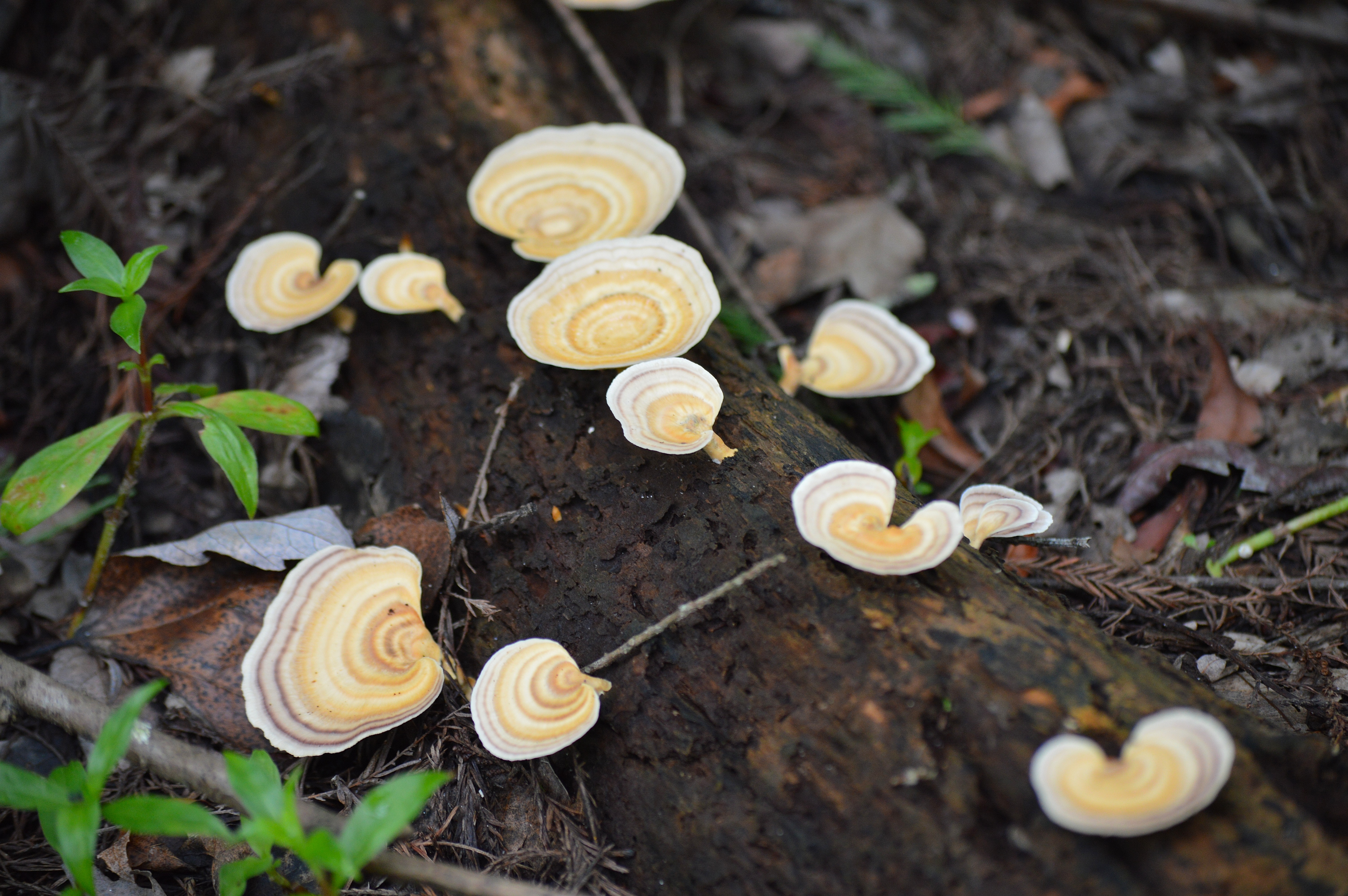
Microporellus obovatus
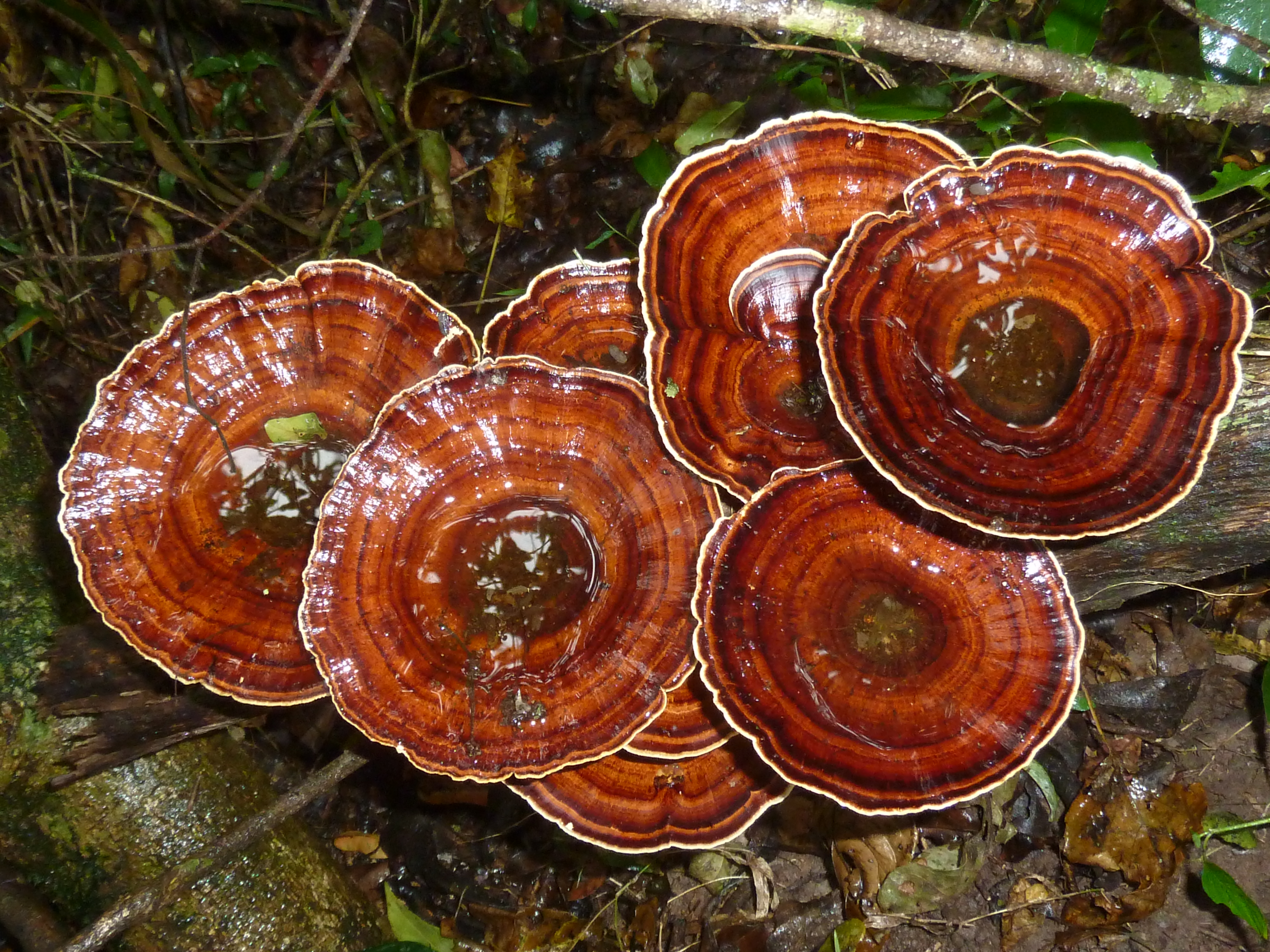
Microporus xanthopus
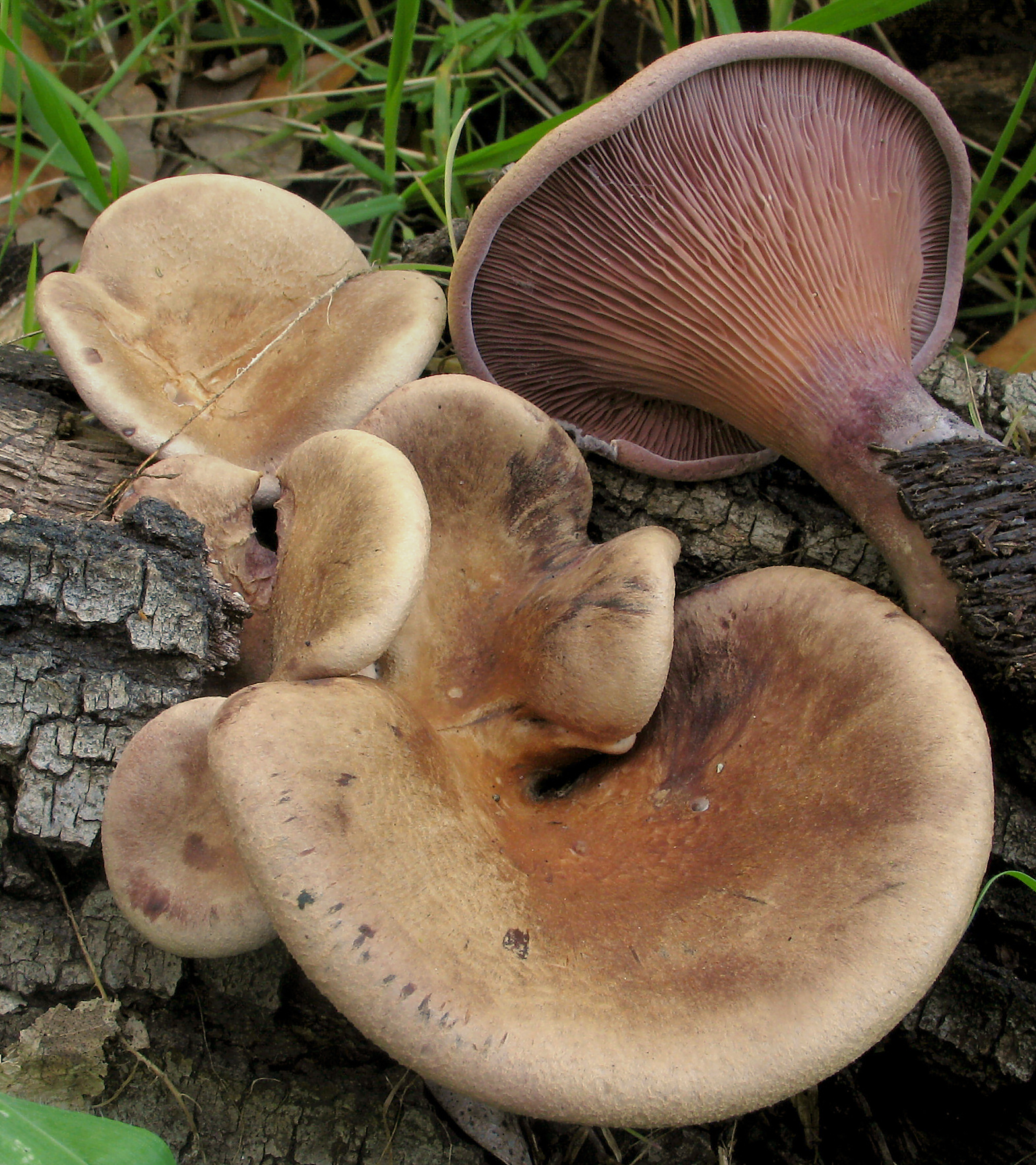
Panus conchatus
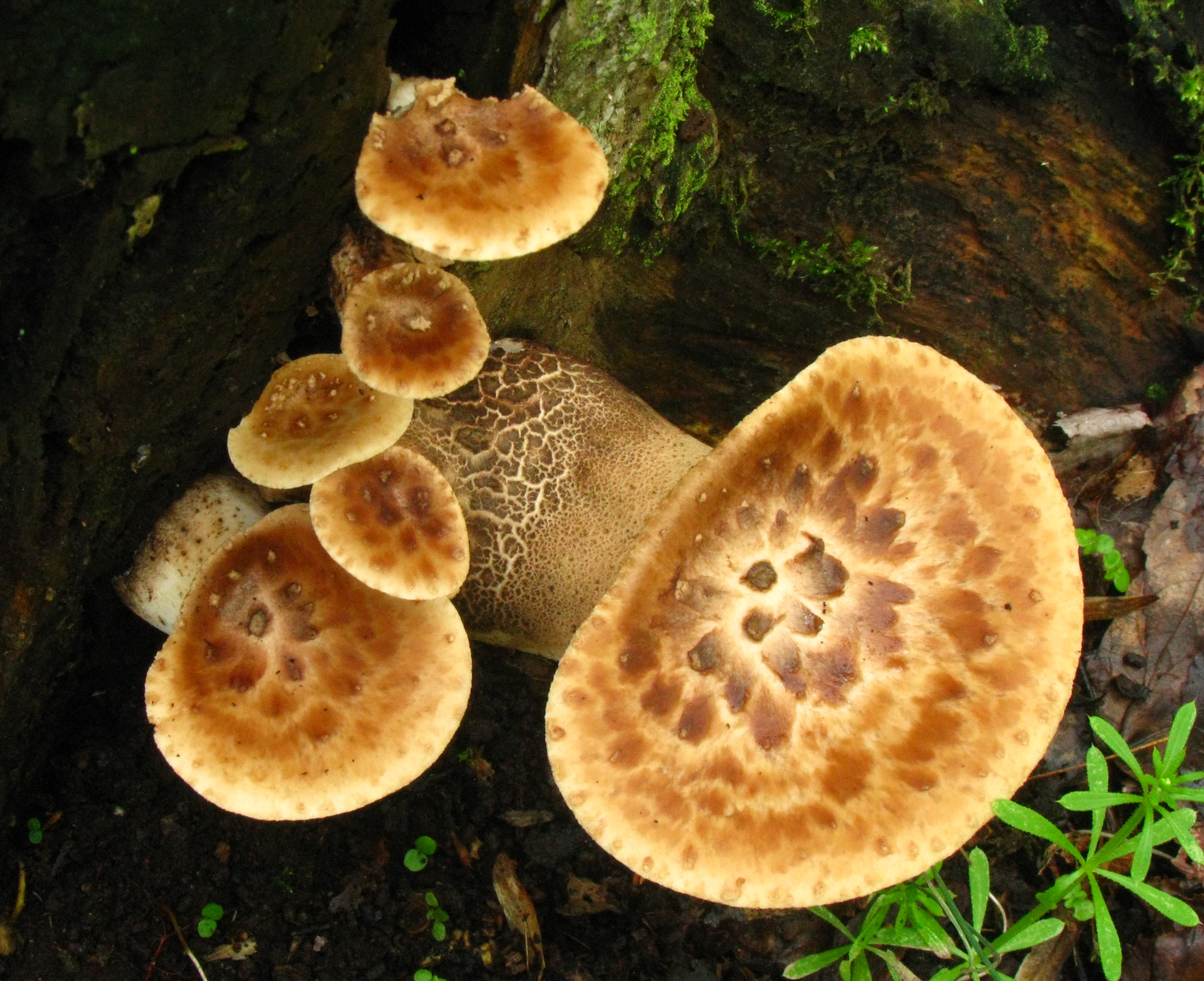
Polyporus squamosus
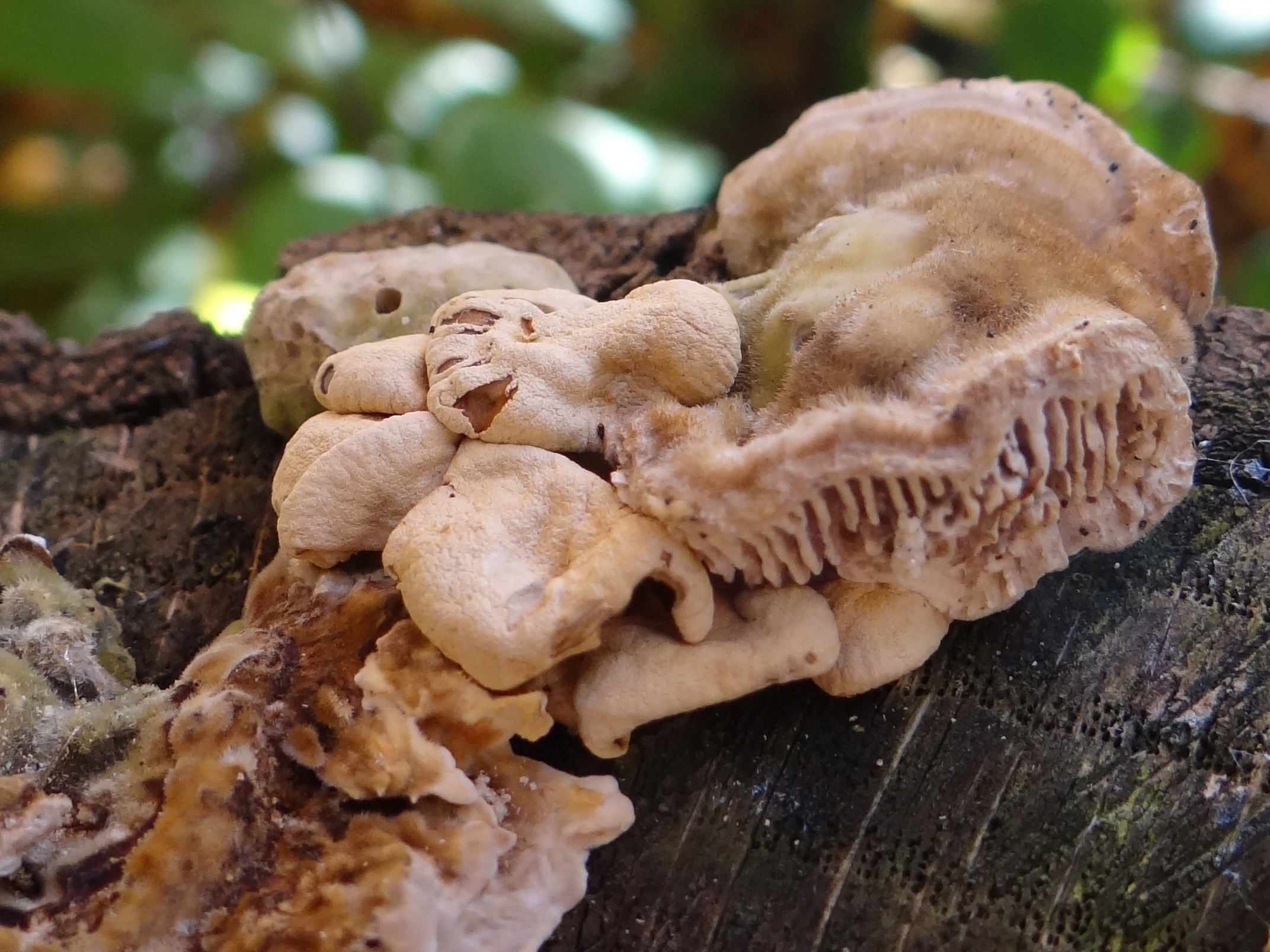
Skeletocutis amorpha
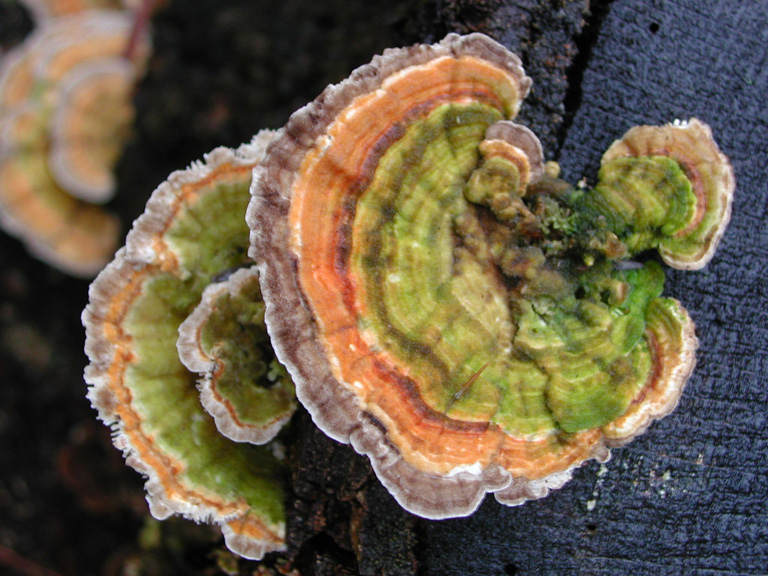
Trametes versicolor

## Delimitare
- Familia Albatrellaceae din ordinul Russulales, cu de exemplu genul Albatrellus: carne compactă, moale și fragilă până elastică, dar niciodată dură, cu pori mici și tubulețe foarte scurte, simbionți (formează micorize  pe rădăcinile arborilor). [14]
- Familia Boletaceae din ordinul Boletales, cu de exemplu genurile Boletus, Leccinum și Suillus: carne moale, fragilă, tuburi lungi și ușor separabili de pălărie, simbionți (formează micorize  pe rădăcinile arborilor).[15]
- Familia Fistulinaceae din ordinul Agaricales , cu de exemplu genul Fistulina: cuticulă umedă până chiar gelatinoasă la fungi maturi, tuburi în forma  țevilor de nai, ușor separabile, de pălărie, trăiesc numai parazitar, provocând putregaiul alb.[16]
- Familia Ganodermataceae tot din ordinul Polyporales, cu de exemplu genul Ganoderma: a fost separată de Polypoaceae de către micologul olandez Marinus Donk în 1948, pentru că conține polipori cu pereți dubli de spori, peretele interior fiind verucos până ornamentat, îngroșat și de obicei colorat, iar cel exterior subțire și hialin (translucid).[17]
- Familia Hydnaceae din ordinul Cantharellales, cu de exemplu genurile Hydnum, și Hydnellum: carne moale până elastică, au mereu țepi, niciodată pori ca start himenial, simbionți (formează micorize pe rădăcinile arborilor). [18]

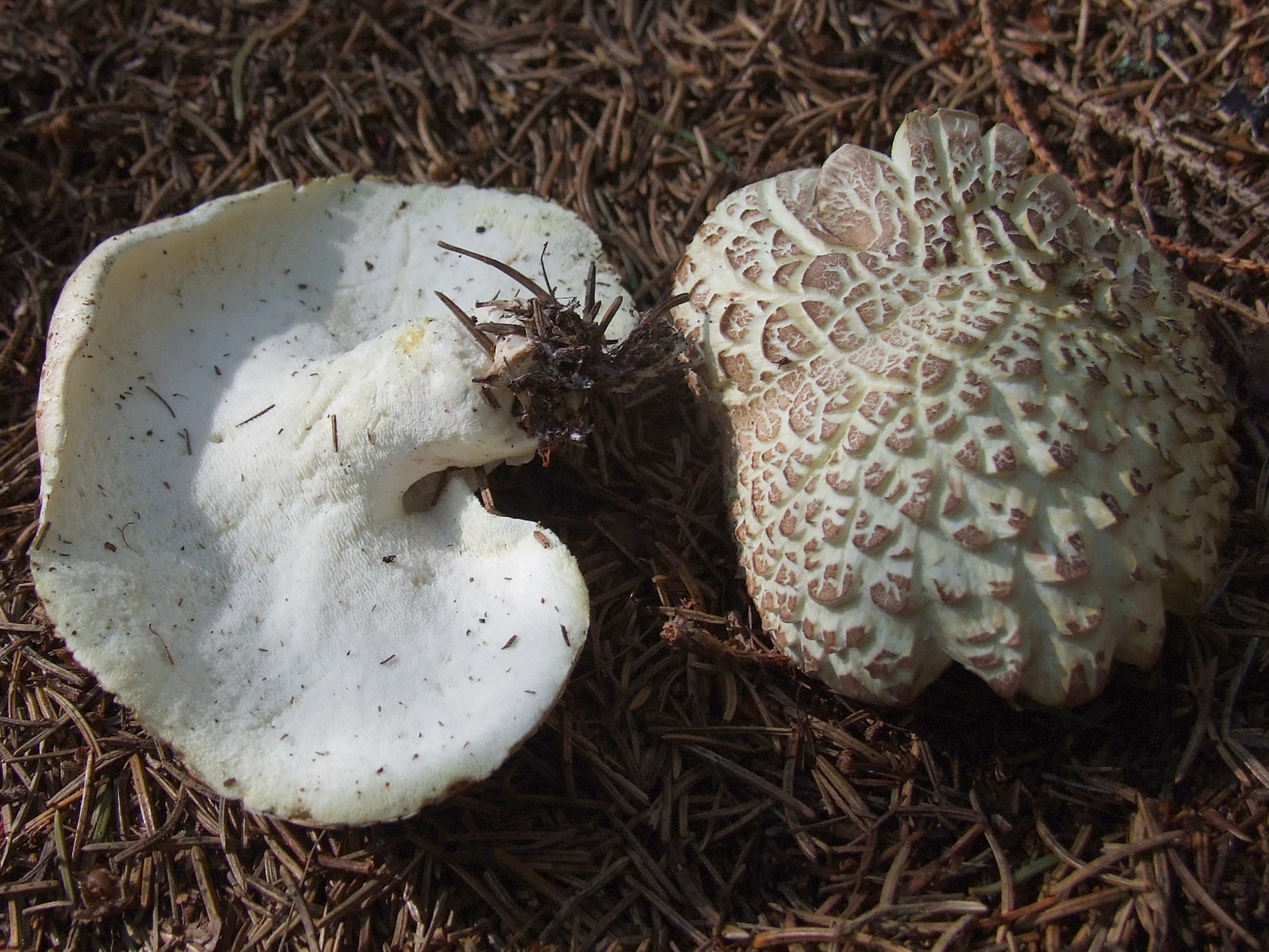
Albatrellus ovinus
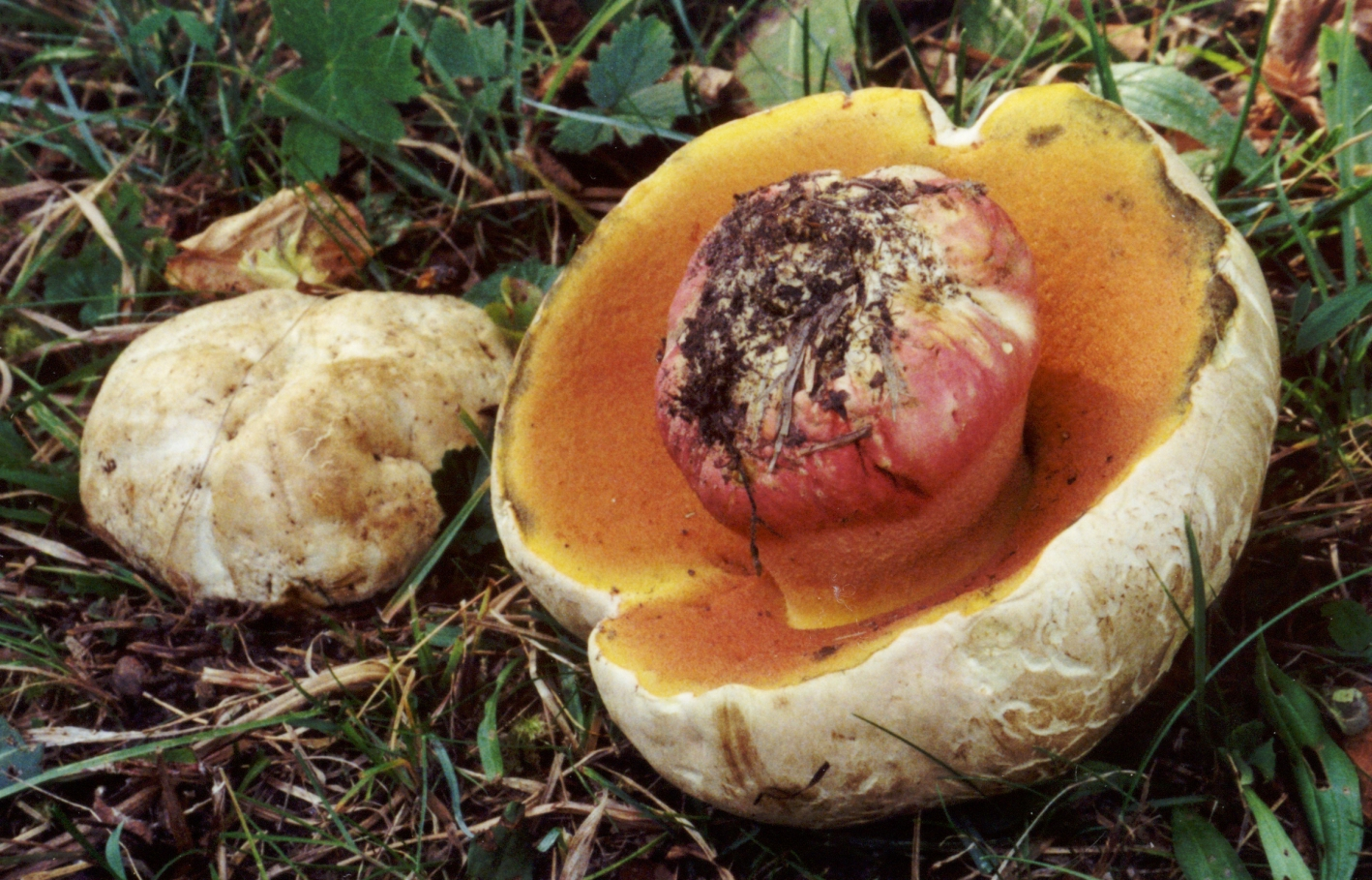
Boletus satanas
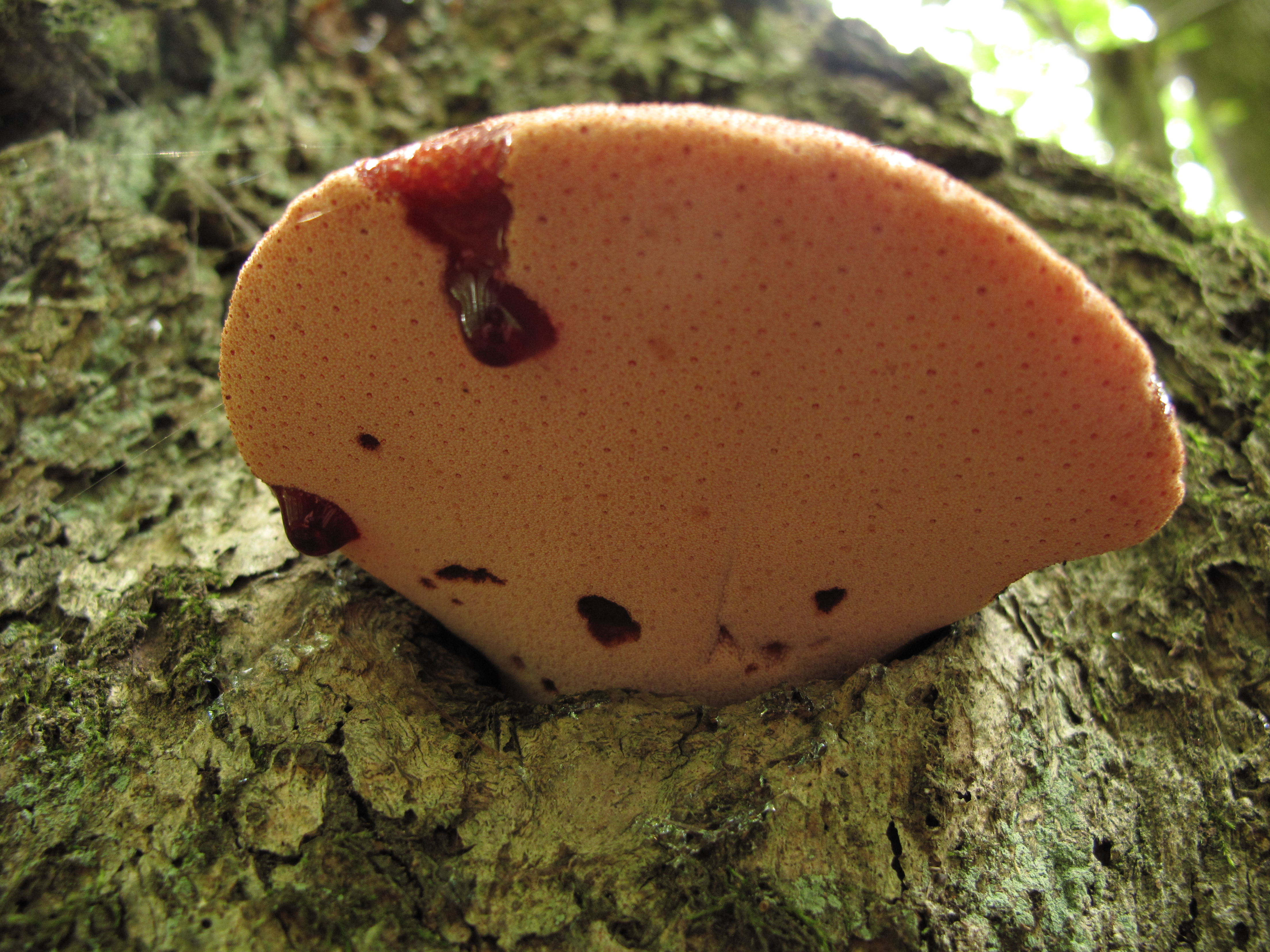
Fistulina hepatica
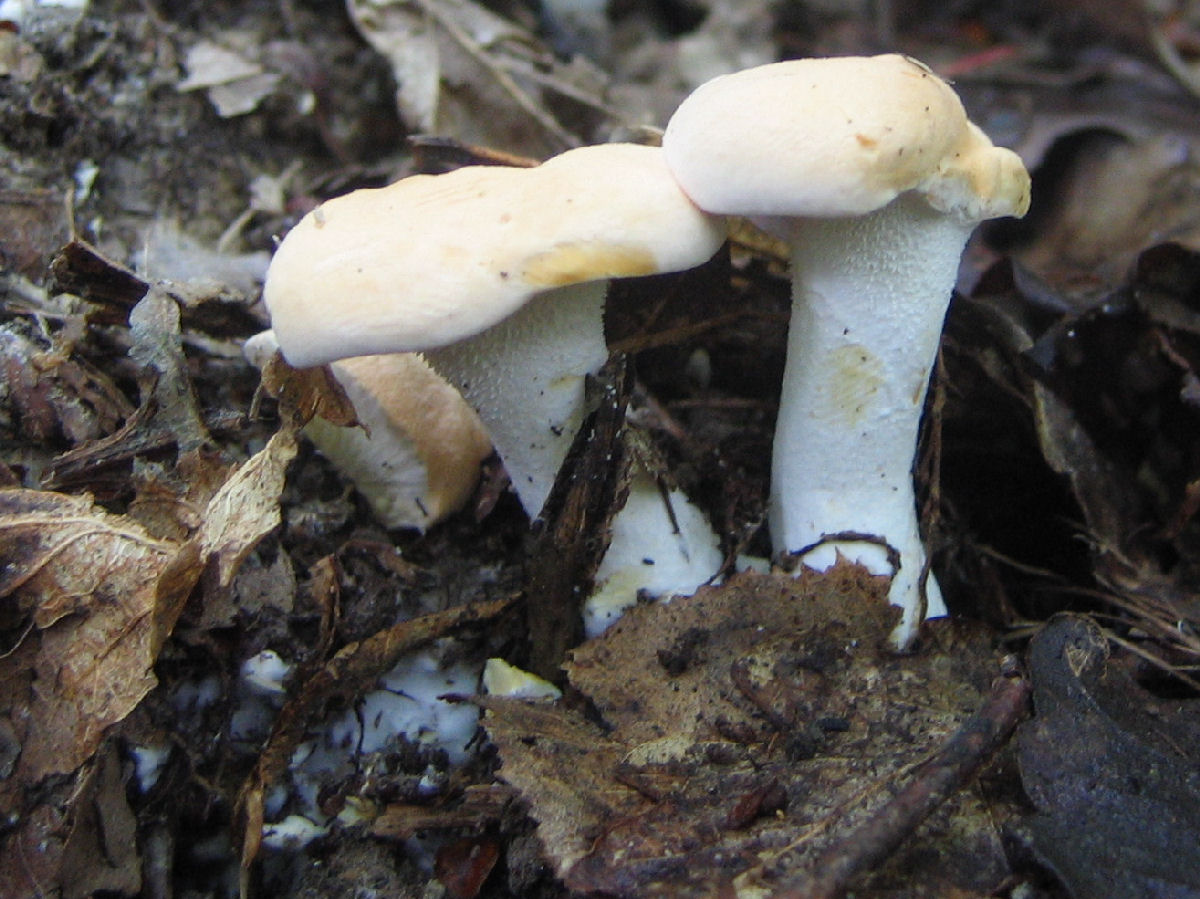
Hydnum repandum
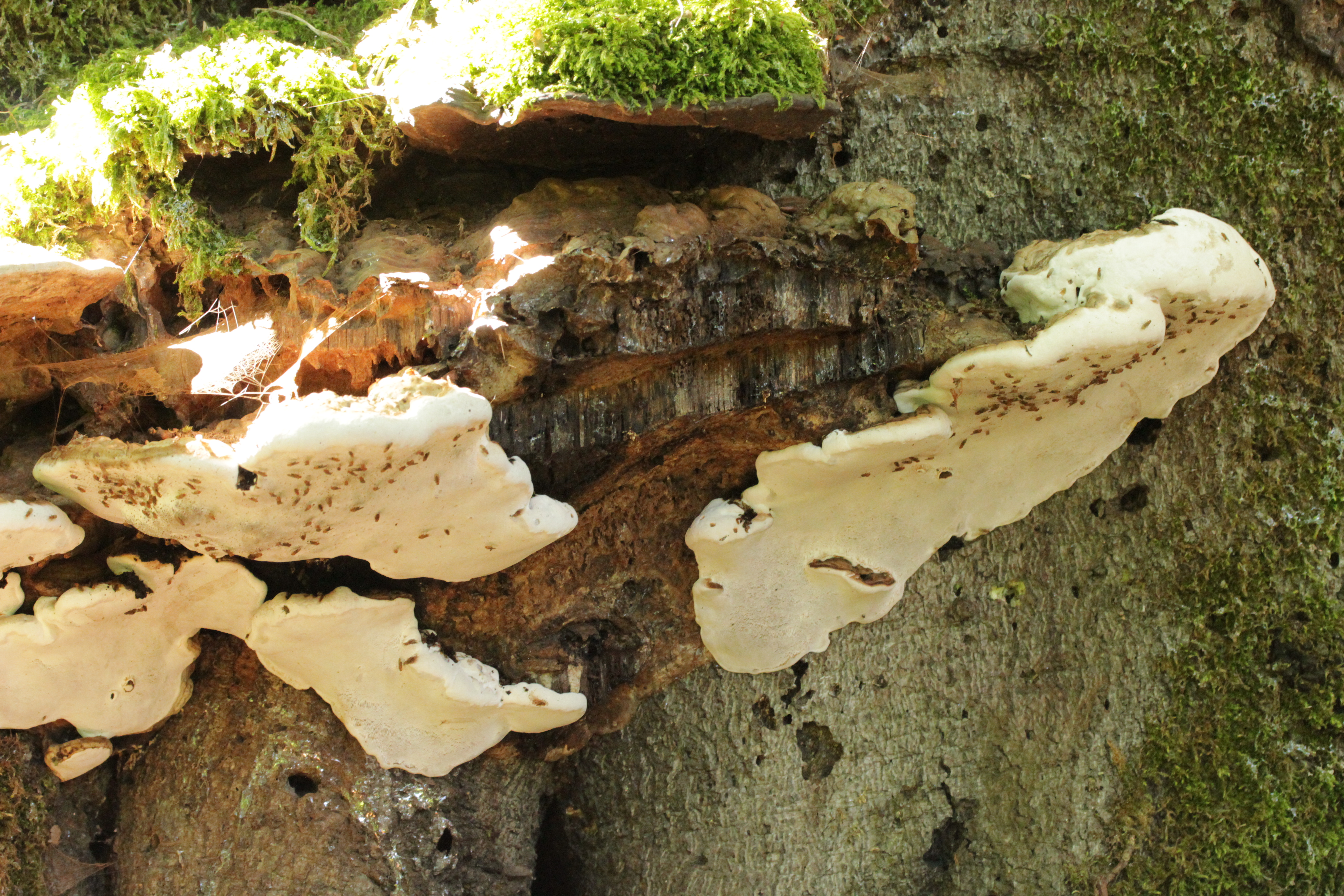
Ganoderma applanatum
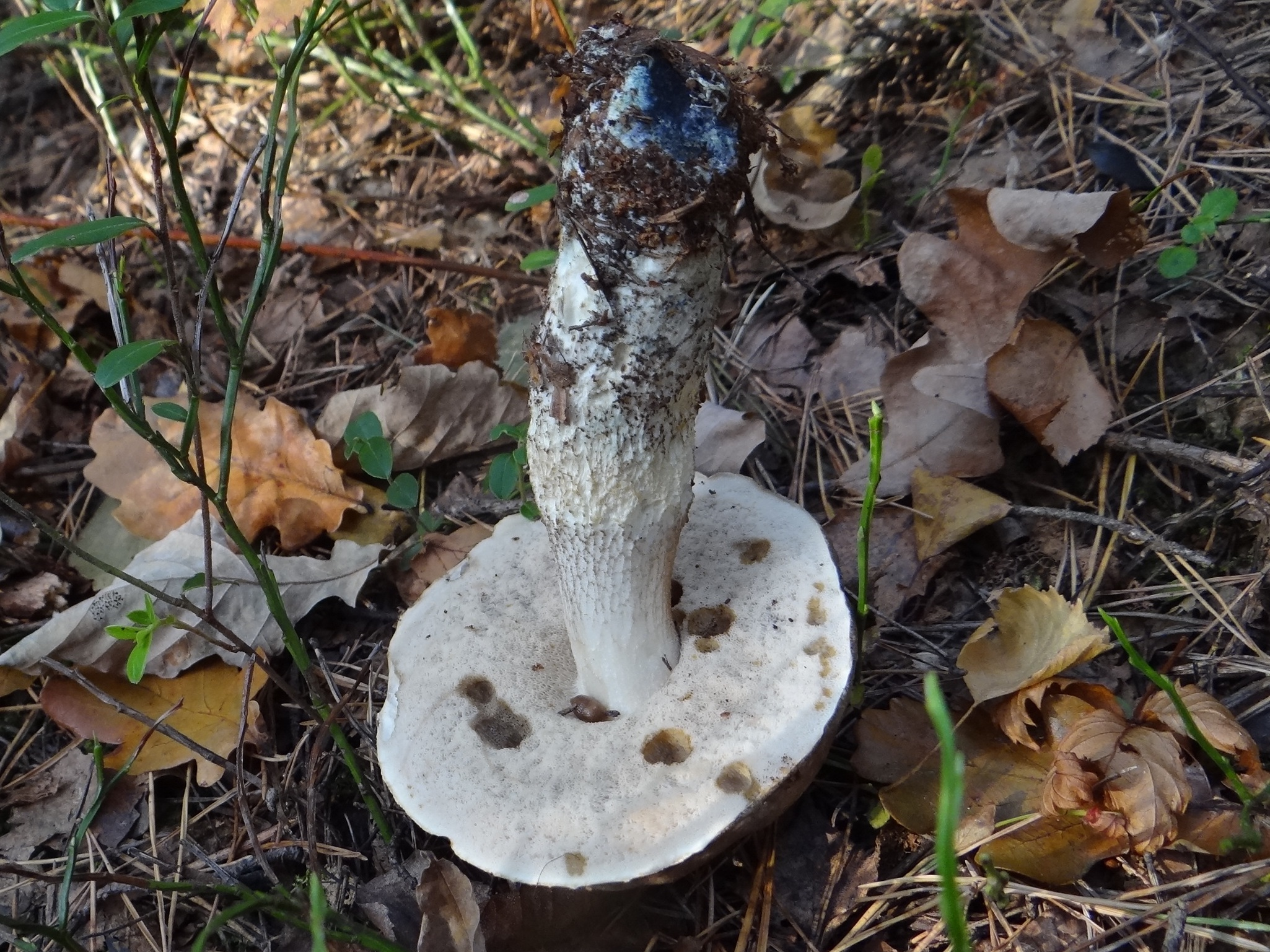
Leccinum variicolor
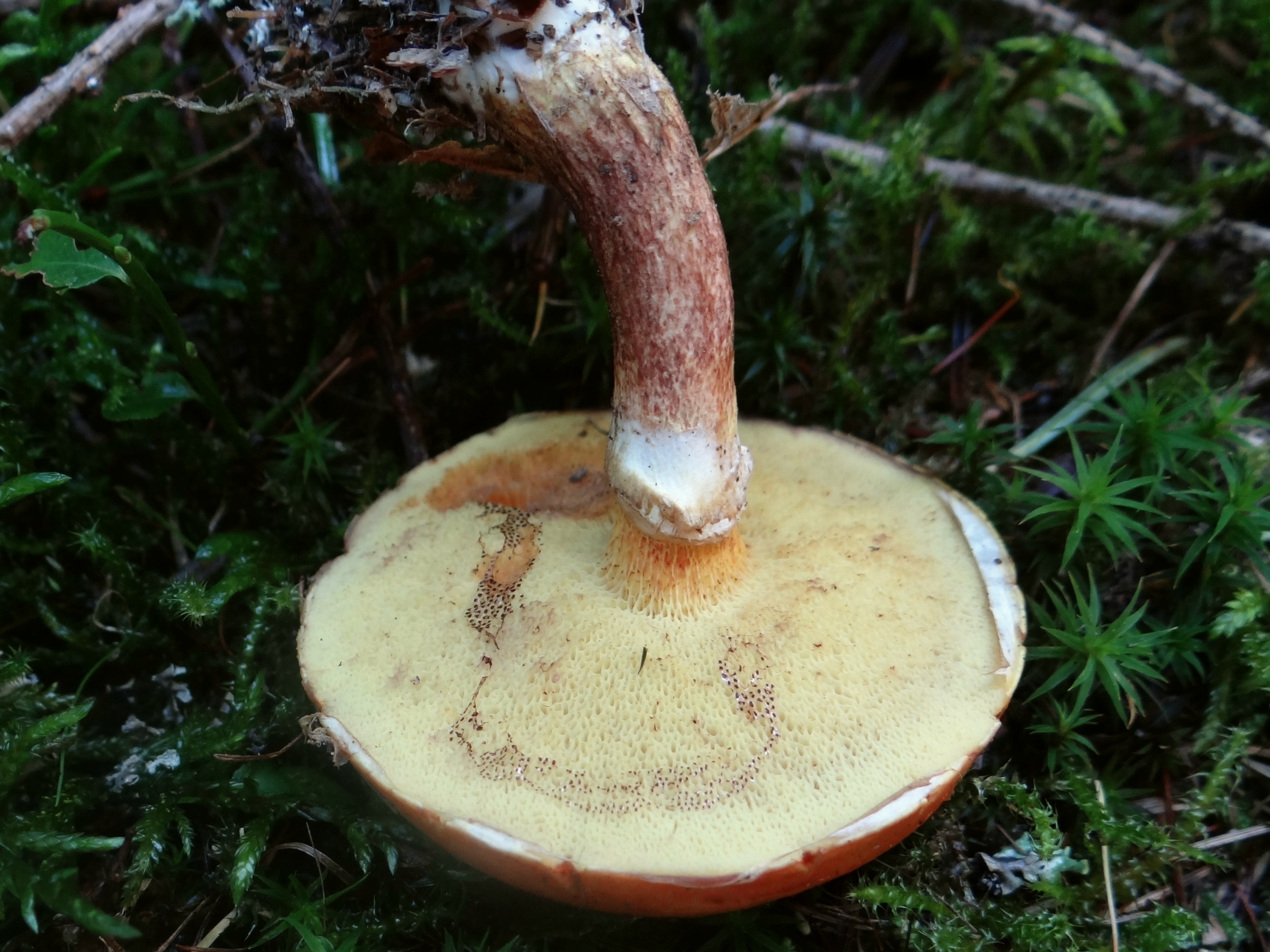
Suillus grevillei

## Bibiliografie
- Bruno Cetto: „I funghi dal vero”, vol. 1-7, Editura Arte Grafiche Saturnia, Trento 1976-1993 (pentru cercetarea în total)
- Hermann Theodor Jahn „Pilzbriefe”, vol. 6-8, Editura Pilzkundlichen Arbeitsgemeinschaft in Westfalen, 1966
- Jean-Louis Lamaison & Jean-Marie Polese: „Der große Pilzatlas“, Editura Tandem Verlag GmbH, Potsdam 2012, ISBN 978-3-8427-0483-1
- Gustav Lindau: „Kryptogamenflora für Anfänger: Eine Einführung in das Studium der blütenlosen Gewächse für Studierende und Liebhaber”, vol. 2, Editura Julius Springer, Berlin 1922
- Meinhard Michael Moser: „Röhrlinge und Blätterpilze - Kleine Kryptogamenflora Mitteleuropas”, ediția a 5-ea, vol. 2, Editura Gustav Fischer, Stuttgart 1983